# Septemserolis ovata
Septemserolis ovata är en kräftdjursart som först beskrevs av Mrs. Sheppard 1957.  Septemserolis ovata ingår i släktet Septemserolis och familjen Serolidae. Inga underarter finns listade i Catalogue of Life.